# Duelo a garrotazos
Duelo a garrotazos es un cuadro de Francisco de Goya perteneciente a la serie de las Pinturas negras (1820-1823) que realizó para la decoración de los muros de la casa, llamada la Quinta del Sordo, adquirida por el pintor en 1819. La obra ocupaba un lugar en el muro de la izquierda mirando desde la puerta de la planta alta de la casa, compartiendo la pared con Átropos o Las Parcas y dejando en medio una ventana.
El cuadro, junto con el resto de las Pinturas negras, fue trasladado de revoco a lienzo, a partir de 1874, por Salvador Martínez Cubells, por encargo de Émile d'Erlanger, barón de Erlanger, un banquero francés que tenía intención de vender las pinturas en la Exposición Universal de París de 1878. Sin embargo, las obras no atrajeron compradores y él mismo las donó en 1881 al Museo del Prado, donde actualmente se exponen.
La interpretación tradicional del cuadro ha sido la de dos villanos luchando a bastonazos en un paraje desolado enterrados hasta las rodillas. Independientemente de que estuvieran enterrados, este tipo de duelos se producían en la época al igual que los de caballeros, solo que, a diferencia de estos, las armas eran garrotes y carecían de reglas y protocolo: padrinos, cuenta de pasos, elección de armas.

## Análisis
Esta pintura ha sido vista desde su creación (1820-1823) como la lucha fratricida entre españoles; en época de Goya las posiciones enfrentadas eran las de liberales y absolutistas. El cuadro fue pintado en la época del Trienio Liberal y del ajusticiamiento de Riego por parte de Fernando VII, dando lugar al exilio de los afrancesados, entre los que se contó el propio pintor. Por esta razón el cuadro parece prefigurar la lucha entre las «dos Españas», que se prolongará en el siglo XIX entre progresistas y moderados, y en general en las posturas antagónicas que desembocaron en la guerra civil española (1936-1939).
Los críticos extranjeros del siglo XIX han visto tradicionalmente en esta obra una representación de una costumbre rural española, y han intentado localizar en alguna región geográfica (Charles Yriarte en Galicia) este bárbaro uso. Sin embargo, los intelectuales españoles, desde antiguo, rechazaron interpretarla como una pintura costumbrista. Su visión acerca del tema ha sido preferentemente simbólica: la muerte implacable, la discordia entre los hombres o las guerras civiles.

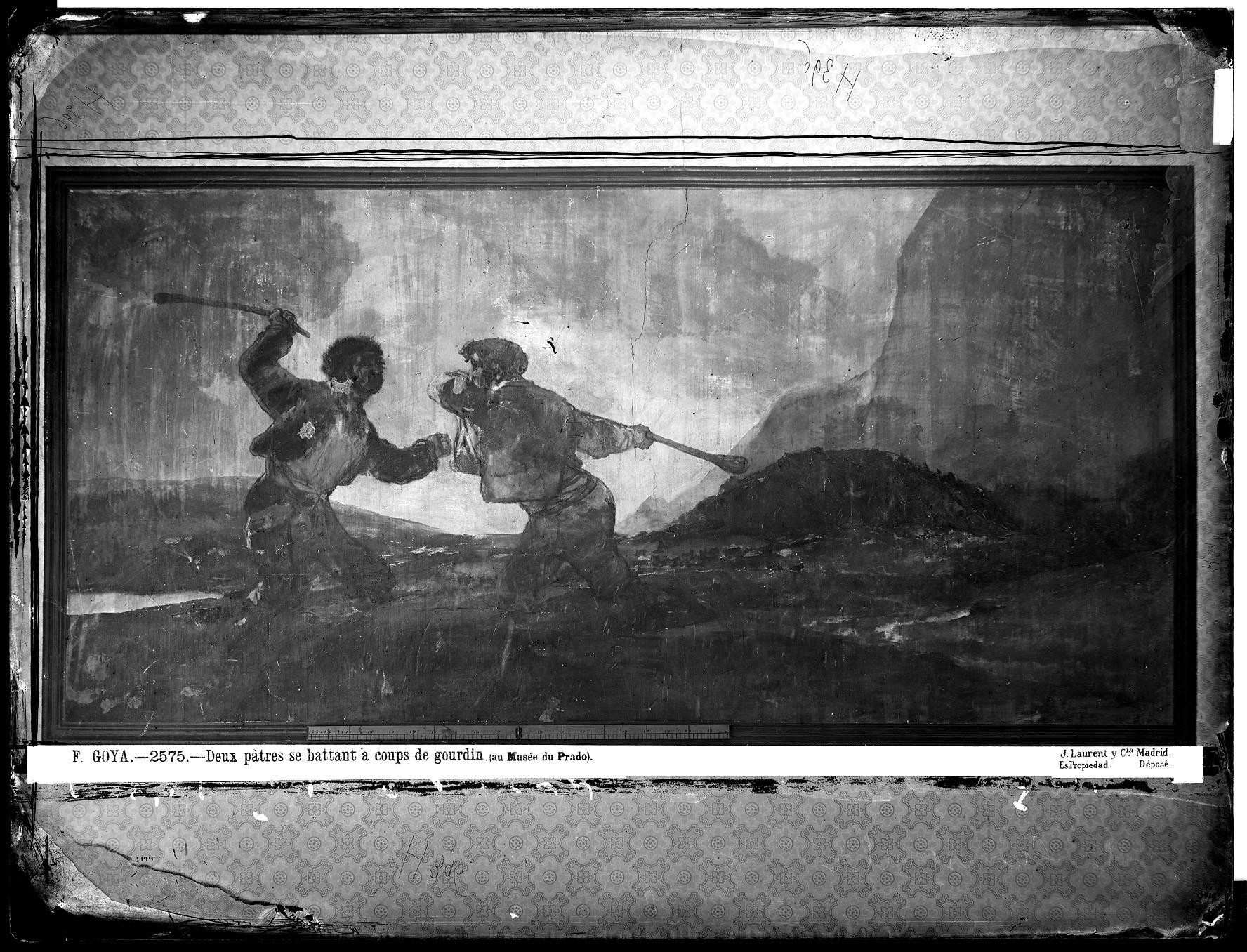
Fotografía de J. Laurent realizada hacia 1873, antes del traslado de la pintura de la Quinta del Sordo. Se pueden apreciar algunos supuestos trazos de la parte inferior de las piernas. Charles Yriarte, quien contempló in situ las pinturas antes de ser arrancadas de la Quinta del Sordo, ya había interpretado en 1867 que los duelistas luchaban sobre un campo de hierba, y no enterrados en barro hasta las rodillas.

Sin embargo, uno de los elementos de esta interpretación de la obra como la de unos españoles condenados a matarse entre sí —las piernas de los dos personajes inmovilizadas al estar atrapadas en el suelo— ha sido cuestionado: en la pintura original los dos hombres no estaban semienterrados entre hierba seca o en barro. En efecto, el investigador británico Nigel Glendinning señaló en 1975las diferencias entre las pinturas actuales y el estado que presentaban las Pinturas negras antes de su traslado y restauración, documentadas en una serie de fotografías que de ellas hizo hacia 1873 el fotógrafo francés J. Laurent. A fines de 2010, otro estudio de las imágenes de Laurent realizado por Carlos Foradada, pintor y profesor de Historia del Arte, reiteró que Goya pintó a los duelistas sobre un suelo de hierba, y que fue la deficiente técnica de arranque de las pinturas de los muros de la Quinta del Sordo la que originó grandes pérdidas de superficie pictórica y el disimulo de las piernas por debajo de las rodillas, lo que favoreció la interpretación de que Goya los enterró.
En la fotografía hecha por Laurent en la pared de la Quinta de Goya (como lo prueba la gran grieta que se puede observar en la pintura),los personajes aparecen muy en primer plano, como era habitual en Los desastres de la guerra, destacándose de un lejano paisaje yermo e iluminados a contraluz, lo que era contrario a las convenciones del retrato de figuras humanas. Es posible que con ello pretenda reflejar la débil luz del alba en que se producían estos duelos de villanos. Solo aparece colorido en el paisaje y el cielo. Como contrapunto del drama brutal, percibimos la belleza de los azules del espacio aéreo y los matices rosáceos de las sombras de la tierra.
La composición está descentrada, pues los duelistas aparecen a la izquierda del cuadro, dejando un amplio paisaje de suaves lomas ocres y rojizas a la derecha. Este desequilibrio en la composición contraviene los cánones academicistas y neoclásicos y son habituales en otras Pinturas negras, como El Aquelarre (a la que se privó de un trozo que la haría aún más equilibrada) o La romería de San Isidro, en la que los hombres se amontonan en un extremo del cuadro. Este tipo de composición orgánica (y no mecánica, que es la propia de la mentalidad academicista), se basa en las líneas de fuerza y del movimiento y no tanto en la posición de las figuras, y es típica del Romanticismo. Goya ya la había usado en algunas series de grabados, como en la estampa n.º 21 de La Tauromaquia, Desgracias acaecidas en el tendido de la plaza de Madrid, y muerte del alcalde de Torrejón (hacia 1816), donde un toro ha saltado a la grada y cornea al público dejando toda la mitad izquierda completamente vacía.
En cuanto a la técnica pictórica, el cuadro está ejecutado con una rápida pincelada suelta, con poca carga de pintura y con gran libertad en cuanto a color y dibujo.